# Orde van Pedro I
De Orde van Pedro I (Portugees: "Ordem do Perdro I") was een Braziliaanse Ridderorde die op 16 april 1826 door Keizer  Pedro I werd gesticht maar pas onder zijn zoon en opvolger Pedro II op 19 oktober 1842 statuten kreeg.De Orde werd in 1890 na de val van de monarchie afgeschaft.
De Orde had drie klassen:
- Grootkruis
- Commandeur
- Ridder

De geschiedenis van de Orde
Bij de oprichting kreeg de Orde drie klassen met
- Twaalf grootkruisen,
- Vijftig commandeurs,

en
- honderd  Ridders.

Alleen vreemdelingen werden tot Ridder benoemd.
De versierselen van de Orde
Het kleinood van de Orde gelijkt op de Oostenrijkse Orde van de IJzeren Kroon (Oostenrijk) maar hier is de kroon van zilver en van zeven punten voorzien en is de adelaar vervangen door een gevleugelde gouden draak met een groene halsband.Op de borst van de draak is een groen schild met het monogram van de stichter aangebracht.Als verhoging dient een gouden keizerskroon.
Grootkruisen droegen een vijfpuntige ster met gouden ballen aan de punten. Deze ster is op een onregelmatige gouden ster gelegd.Op een centraal medaillon is de draak afgebeeld en daaromheen staat op een groene band "FUNDADOR DO IMPERIO DO BRASIL". De ster werd door Grootkruisen en Commandeurs op de linkerborst gedragen.
Het lint van de Orde is groen met twee witte strepen.
De Orde van Pedro I als Huisorde
Na de troonsafstand van de laatste Braziliaanse Keizer in 1889 hebben de chefs van het Huis Orléans-Braganza, troonpretendenten van Brazilië deze Orde als Huisorde verleend:
Over het grootmeesterschap over de Orde wordt in de voormalige Keizerlijke familie getwist.

## Bron
- Maximilian Gritzner: "Handbuch der Ritter- und Verdienstorden" Leipzig 1893
- http://www.medalnet.net/German_Orders.htm
- Orders and Decorations of all Nations by Robert Werlich and Jose Luiz Silva Preiss-Porto Alegre-RS-Brazil
- met fraaie afbeeldingen